# Нижарово
Нижа́рово (чув. Сӑхӑтпуҫ) — деревня в Янтиковском районе Чувашской Республики. Входит в состав Шимкусского сельского поселения.

## География
Находится в восточной части Чувашии на расстоянии приблизительно 8 км на северо-восток по прямой от районного центра села Янтиково.

## История
Известна с 1721 года. Число дворов и жителей: в 1721 — 56 муж.; 1762-65 — 82 муж.; 1795 — 49 дворов, 267 жителей, в 1858 году — 461 житель, 1897—868 жителей, в 1926 было 213 дворов, 1081 житель, в 1939 году — 1139 жителей, в 1979 году — 730 жителей. В 2002 году было 212 дворов, в 2010 году — 171 домохозяйство. В годы коллективизации работал колхоз «Красный Октябрь», в 2010 ООО «Нижаровский».

## Население
Население составляло 551 человек (чуваши 98 %) в 2002 году, 504 в 2010.

## Знаменитые уроженцы
- Желтов, Михаил Павлович — чувашский писатель, драматург, филолог.